# 醤油だんご

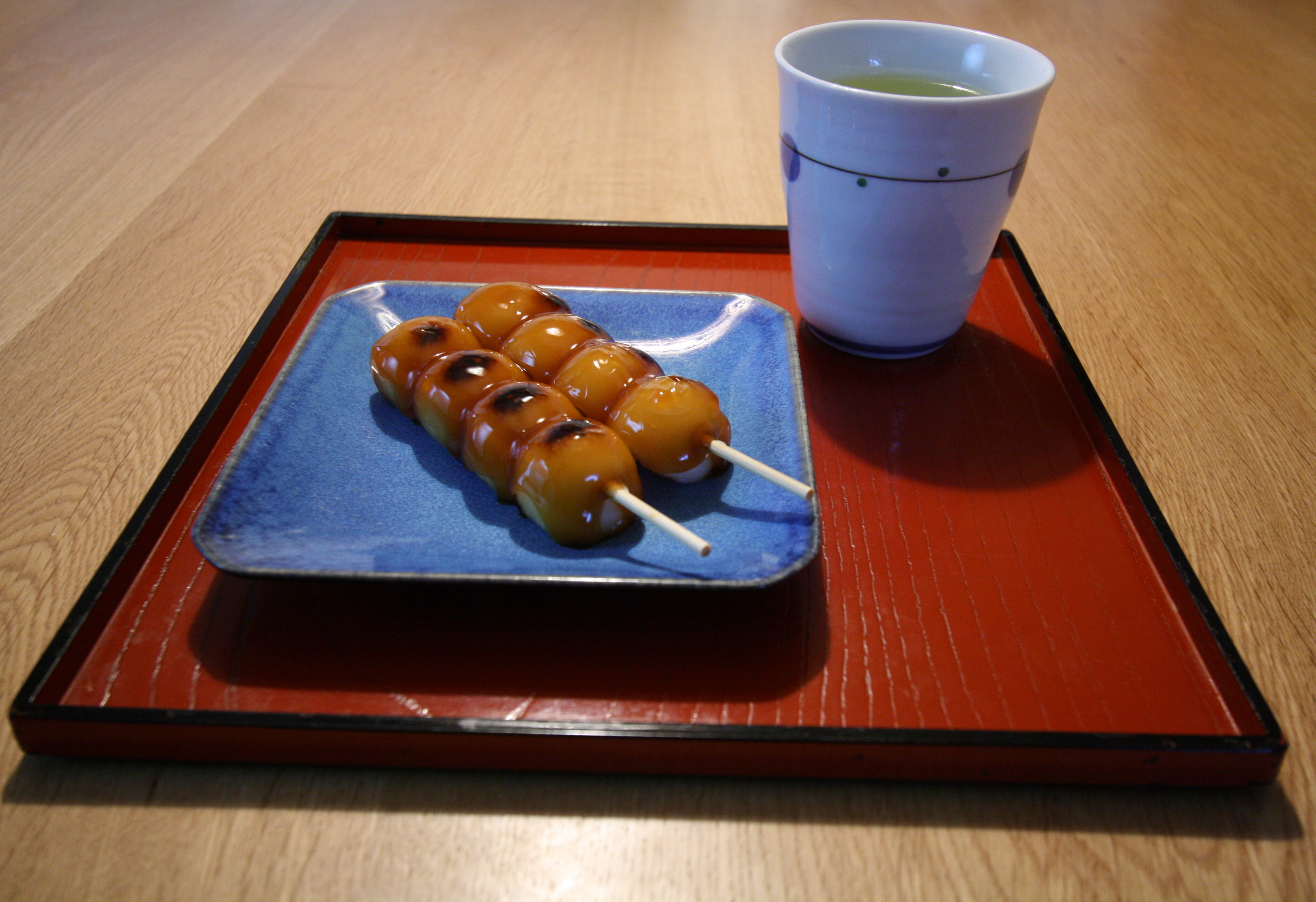
焼き団子

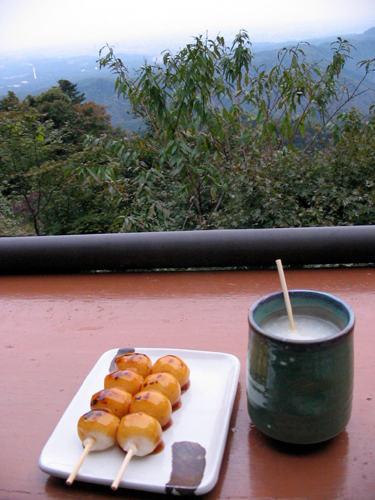
甘酒と共に焼き団子

醤油だんご（しょうゆだんご）は、焼き団子を醤油味に味付けした日本の餅菓子である。単に「焼きだんご」「団子」とも呼ぶ。
日本各地で食べられており、「生醤油」を使用したもの、「とろみ」のある醤油餡かけ、黒蜜だれを使用したものなど各種ある。地域によっては独自の名称で呼ぶ場合がある（みだらしだんご、みたらし団子など）。
「団子屋」と呼ぶ団子専門店や「和菓子屋」、祭などの屋台、食料品店などの小売店で販売されている。
醤油を主とする味付けであり、団子本体の甘さをより引き出すものである。

## 由来

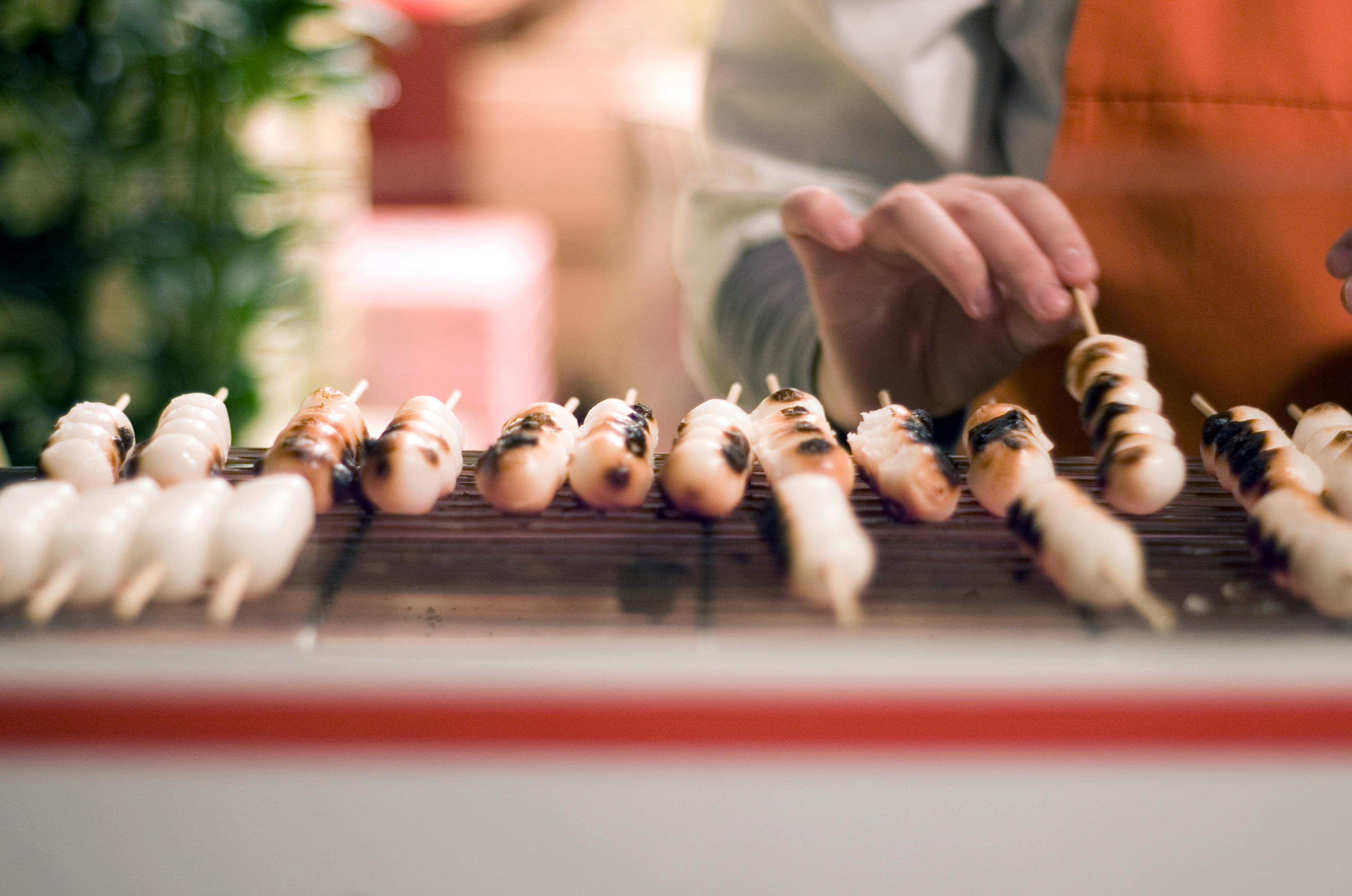

醤油だんごは、神社や神棚への供物、すなわち神饌に由来し、串に5つの団子を指すのも人間の五体を表すとされる。神饌の団子は蒸したままのものであったため、祈祷を済ませた後、それを食する際には既に水分が飛んで硬くなっており、焼いてから醤油をつけて食べていたものを由来とする。

## 種類
現在「醤油だんご」として各地に残るものは商品化しているため、蒸したままの柔らかい団子に醤油をつけたものや、焼きながら醤油をつけたもの、醤油を塗ってから焼いたもの、あるいは磯辺餅に似たものなど、種類は様々である。
団子を焼く場合は、磯辺餅に類似した食べ方も見られ、海苔のふりかけをかけたり、板海苔を巻いたり、わさび醤油につけたりして食べるなど、様々なバリエーションがある。
砂糖が高価であった時代、薄味の甘みでも十二分に菓子としての需要があったが、甘い物が流通する現代においては菓子以外にも軽食・ファーストフードとしての需要が高まっている。

## 地域差
岩手県盛岡市中央近辺
約5個の小粒大に丸めた蒸し団子を竹串に刺し、醤油をかけた串団子。もっとも古い形の醤油団子の形態が残されていると考えられる。全国的にも現県庁所在地である、南部藩出張城(本家は現青森南部地方)とそのごく周辺にのみ残っている製法である為(同県でも中央より離れていくとみたらしになる)、観光等ではこれを「盛岡だんご」という名称でアピールしている。
山形県山形市
磯辺餅と同様な味付けや製法。海苔がふりかけられたり、わさび醤油につけられたりした状態で売られている。
東京都多摩地域、埼玉県南部、千葉県、神奈川県
醤油を塗りながら焼くのが特徴。千葉県などの海苔養殖の盛んな沿岸部で板海苔を巻いたものは磯部団子とも呼ばれている。
岐阜県飛騨地方
団子を軽く炙ってから醤油を付け、再度炙り焼きにする。醤油のみで味付けするため味は塩辛い。地元では「みだらしだんご」（発音・表記に注意）、全国的には「高山風みたらし団子」と呼ばれる事が多い。
岐阜県および愛知県
名古屋周辺および岐阜県の一部では、岐阜県飛騨地方と同じく醤油を付けて再度炙り焼きにしたものを「みたらし」と呼ぶ地域がある。